# Еберхард I (Вормс)
Рауграф Еберхард I фон Алтенбаумберг (на немски: Eberhard zu Altenbaumberg; Eberhard Raugraf; Eberhard I; * пр. 1243; † 23 март 1277, Монпелие, Франция) е епископ на Вормс (1257 – 1277).

## Произход и управление
Той е от фамилията на рауграфовете на Алтенбаумберг на Алтенбаумберг, която изчезва през 1457 г. Син е на Рупрехт I († пр. 1242), рауграф на Алтенбаумберг, Зимерн и Волщайн, и съпругата му графиня Хедвиг фон Еберщайн († сл. 1248), дъщеря на граф Еберхард III фон Еберщайн († пр. 1219) и графиня Кунигунда фон Андекс († сл. 1207)). Чрез майка си той е братовчед на Света Хедвиг фон Андекс и на унгарската кралица, Гертруда, първата съпруга на унгарския крал Андраш II, и на Анна-Мария Унгарска, съпруга на българския цар Иван Асен II. Правнук е на император Хайнрих IV († 1106). Майка му е сестра на Конрад фон Еберщайн († 1245), епископ на Шпайер (1237 – 1245). Брат е на рауграф Хайнрих I фон Нойенбаумбург († 1261), рауграф Рупрехт II цу Алтенбаумберг († 1281), на Фридрих, епископ на Вормс († 1283), и на Герхард цу Нойенбаумбург († сл. 1293), провост в Шпайер, Агнес цу Алтенбаумберг († 1258), омъжена за граф Дитер V фон Катценелнбоген († 1276), и на Кунигунда цу Алтенбаумберг († сл. 1243/сл. 1255), омъжена за Витекинд фон Меренберг († 1259/1264). Чичо е на Емих фон Нойенбаумбург († 25 юли 1299), епископ на Вормс (1294 – 1299), и на Хайнрих фон Даун, епископ на Вормс (1318 – 1319). Първи братовчед е на Хайнрих фон Лайнинген († 1272), епископ на Вюрцбург и Шпайер, и Бертхолд фон Лайнинген († 1285), епископ на Бамберг, синове на леля му Агнес фон Еберщайн († 1263).
Еберхард I е домхер във Вормс и 1247 г. домпропст. Тогава той е избран от катедралния капител за епископ, но поставят Рихард фон Даун († 1257). През 1253 г. Еберхард се отказва от исканията си. На 28 декември 1257 г. Еберхард отново е избран от капитела за епископ. Помага му братовчед му Хайнрих фон Лайнинген († 1272), епископ на Вюрцбург и Шпайер.
През 1259 г. той дарява земи на манастир Шьонау в Планкщат. Епископът се съюзява с крал Ричард Корнуолски, но не успява, по негово нареждане, да спечели също град Вормс. В края на ноември 1273 г. неговият последник Рудолф фон Хабсбург посещава града.
На 22 май 1261 г. рауграф Еберхард освещава църквата в дарения от чичо му граф Еберхард IV фон Еберщайн († 1263)) манастир в Розентал (Пфалц), където погребват брат му рауграф Хайнрих I фон Нойенбаумбург († 1261).
Епископ Еберхард I по нареждане на крал Рудолф фон Хабсбург пътува до Рим и други селища. При дипломатическото му пътуване той умира през 1277 г. във френския Монпелие и е погребан в манастир Отерберг. В епископската му служба е последван от брат му Рауграф Фридрих I.